# Xu Yunli
Xu Yunli, född 2 augusti 1987 i Fuqing, är en kinesisk volleybollspelare. Hon blev olympisk guldmedaljör i volleyboll vid sommarspelen 2016 i Rio de Janeiro.